# Demografía de los Estados Unidos
Estados Unidos es un país muy urbanizado, con el 81 % de la población residiendo en suburbios y ciudades a fecha de 2014, mientras la tasa de urbanización mundial es del 54 %. California y Texas son los estados más poblados, mientras que el centro poblacional medio de Estados Unidos se ha ido moviendo hacia el suroeste. Nueva York es la ciudad más poblada en Estados Unidos.

## Población

### Población actual
339 996 580 habitantes (2023 est.)

### Proyecciones
| Año  | Población Estadounidense | Fuente |
| ---- | ------------------------ | ------ |
| 2030 | 350 556 366              | [ 8 ]  |
| 2040 | 367 042 436              | [ 8 ]  |
| 2050 | 379 056 511              | [ 8 ]  |
| 2060 | 390 198 635              | [ 8 ]  |
| 2070 | 401 261 939              | [ 8 ]  |
| 2080 | 410 240 389              | [ 8 ]  |
| 2090 | 418 013 494              | [ 8 ]  |
| 2100 | 425 194 202              | [ 8 ]  |

## Etnias y orígenes del país

Ascendencia más común por condado, 2000.

Aproximadamente un 75 % es de piel blanca, en su mayoría de origen  británico, alemán, irlandés y en menor medida italiano, sin contar a los hispanos y latinoamericanos blancos, aunque algunos de estos europeos están mezclados entre sí. Se suele utilizar la denominación WASP (White Anglo-Saxon Protestant) para referirse a la "mayoría" de los habitantes de Estados Unidos (aunque en sentido estricto, se excluye de la misma a italianos e irlandeses).
La población de piel negra representa el 13 % de la población. La mayoría provienen de descendientes de antiguos esclavos africanos traídos en la época de la esclavitud.
Además hay minorías étnicas, que en términos numéricos son muy elevados si se compara con sus países nacionales. Entre ellas se pueden mencionar a la minoría de judíos que con más de 5 millones de integrantes viviendo en Estados Unidos posee casi la misma población que la del mismo Estado de Israel, al igual que a 30 millones de personas de origen mexicano viviendo en los Estados Unidos, lo que equivale a más del 25 % de la población de todo México.
Otra importante minoría son los latinoamericanos o hispanos, que constituyen el 16,4 %, siendo posiblemente los puertorriqueños, dominicanos y cubanos los más numerosos tras los mexicanos. Otros grupos destacables son la población de origen asiático, y una pequeña minoría de amerindios. En la década de 1920 algunos japoneses y esquimales se casaban en todo el oeste de Alaska y durante la década de 1930 hubo matrimonios entre japoneses y cheroquis en California. El número de cheroquis con ascendencia japonesa es muy alto ya que estos grupos étnicos trabajaban juntos en tareas agrícolas.

## Idiomas en Estados Unidos
El país no posee un idioma oficial manifiesto, pero el más extendido es el idioma inglés, idioma nacional de facto. 78 % de la población habla inglés en casa, aunque también se destaca el español (13,4 %), que cuenta con más de 40 millones de hablantes. Aproximadamente un 80 % de los estadounidenses con orígenes en naciones de Hispanoamérica, llamados hispanos, hablan el castellano como lengua materna, pero la gran mayoría de segunda o tercera generación nacido en los EE. UU. es bilingüe y habla con fluidez el inglés. Otros idiomas minoritarios, hablados por inmigrantes o descendientes de estos, son el francés, el portugués, el italiano, el polaco, el alemán, el hebreo, el japonés, el coreano, el hindi, el árabe, el chino y el persa. Por otra parte, las lenguas aborígenes de la región apenas alcanzan el 1 % de la población, siendo el idioma navajo el más hablado entre las lenguas indígenas.

## Religión en Estados Unidos
Católicos 20 %; bautistas 17,2 %; no religiosos, ateos y agnósticos 21 %; metodistas 7,2 %; cristianos varios 7,2 %; ; luteranos 4,9 %; presbiterianos 2,8 %; otros protestantes 2,4 %; pentecostales 2,2 %; anglicanos 1,8 %; judíos 1,6 %; mormones 1,4 %; iglesias de Cristo 1,3 %; sin denominación 1,3 %; Testigos de Jehová 0,7 %; congregacionales 0,7 %; asambleístas de Dios 0,6 %; musulmanes 0,6 %; evangélicos 0,5 %; budistas 0,5 %; hinduistas 0.5  % ; adventistas del Séptimo día 0,7 %; ortodoxos 0,43 %; unitarios universalistas 0,3 %; otros 0,7 %; entre otros.
|                                              | 1990   | 2001   | Cambio en % | Crecimiento numérico en términos de % |
| Total cristianos                             | 88,3 % | 79,8 % | -8,5 %      | +5,3 %                                |
| -------------------------------------------- | ------ | ------ | ----------- | ------------------------------------- |
| Católicos                                    | 26,8 % | 25,9 % | -0,9 %      | -16,6 %                               |
| Otros cristianos                             | 61,4 % | 54 %   | -7,5 %      | +7,8 %                                |
| Baptistas                                    | 19,8 % | 17,2 % | -2,6 %      | +16,4 %                               |
| Metodistas                                   | 8,3 %  | 7,2 %  | -1,1 %      | -0,2 %                                |
| Cristiano - sin denominación comunicada      | 4,7 %  | 7,2 %  | +2,5 %      | +75,3 %                               |
| Luteranos                                    | 5,3 %  | 4,9 %  | -0,4 %      | +5,2 %                                |
| Presbiterianos                               | 2,9 %  | 2,8 %  | -0,1 %      | +12,3 %                               |
| Protestantes - sin denominación comunicada   | 10 %   | 2,4 %  | -7,7 %      | -73 %                                 |
| Pentecostalistas/Carismáticos                | 1,9 %  | 2,2 %  | +0,4 %      | +38,1 %                               |
| Episcopalianos/Anglicanos                    | 1,8 %  | 1,8 %  | --          | +13,4 %                               |
| Mormones                                     | 1,5 %  | 1,4 %  | -0,1 %      | +12,1 %                               |
| Iglesias de Cristo                           | 1 %    | 1,3 %  | +0,3 %      | +46,6 %                               |
| Congregacional/Iglesia unida de Cristo       | 0,3 %  | 0,7 %  | +0,4 %      | +130,1 %                              |
| Testigos de Jehová                           | 0,8 %  | 0,7 %  | -0,1 %      | -3,6 %                                |
| Asambleas de Dios                            | 0,4 %  | 0,6 %  | +0,2 %      | +67,6 %                               |
| Evangélicos                                  | 0,1 %  | 0,5 %  | +0,4 %      | +326,4%                               |
| Iglesia de Dios                              | 0,3 %  | 0,5 %  | +0,2 %      | +77,8 %                               |
| Adventistas del Séptimo día                  | 0,4 %  | 0,4 %  | --          | +8,4 %                                |
| Ortodoxos                                    | 0,3 %  | 0,3 %  | --          | +28,5 %                               |
| Otros cristianos (menos de un 0.3% cada una) | 1,6 %  | 1,9 %  | +0,3 %      | +40,2 %                               |
| Total de otras religiones                    | 3,5 %  | 5,2 %  | +1,7 %      | +69,1 %                               |
| Judíos                                       | 1,8 %  | 1,4 %  | -0,4 %      | -9,8 %                                |
| Sin denominación                             | 0,1 %  | 1,3 %  | +1,2 %      | +1176,4 %                             |
| Musulmanes                                   | 0,3 %  | 0,6 %  | +0,3 %      | +109,5 %                              |
| Budistas                                     | 0,2 %  | 0,5 %  | +0,3 %      | +169,8 %                              |
| Hindúes                                      | 0,1 %  | 0,4 %  | +0,3 %      | +237,4 %                              |
| Universalistas Unitarios                     | 0,3 %  | 0,3 %  | --          | +25,3 %                               |
| Otros (menos de un 0,07 % cada una)          | 0,6 %  | 0,7 %  | +0,1 %      | +25,4 %                               |
| Sin Religión/Ateos/Agnósticos                | 8,4 %  | 15 %   | +6,6 %      | +105,7 %                              |

| Gráfica de evolución demográfica de los Estados Unidos entre 1790 y 2020 |
|                                                                          |

## Población
Su población es urbana en un 91 %; se asienta sobre todo en los grandes centros industriales y comerciales del centro y, sobre todo, en la costa. Su capital es Washington D. C. y sus 12 mayores áreas urbanas son: Nueva York (18 600 000 hab.), Los Ángeles (13 000 000 hab.), Chicago (9 300 000 hab.), Dallas (6 800 000 hab.), Miami (5 400 000 hab.), Washington D. C., Baltimore (2 690 896 hab.), Houston (5 100 000 hab.), Atlanta (4 600 000 hab.), Detroit (4 500 000 hab.), Boston (4 400 000 hab.) y San Francisco (4 200 000 hab.) (2003). Sus respectivas poblaciones suman un total de 85 600 000 de estadounidenses.
Entre la última década (2010 y 2020) la población que se consideraba blanca se redujo un 8,6 % en Estados Unidos, según el censo, se trata de la primera caída desde 1790. La población hispana se sitúa como la minoría más grande, formada por 62,1 millones de personas.

## Población rural
También hay cambios en la población rural. En el pasado, los jóvenes eran la mayor fuerza laboral; ahora los nacimientos se han estancado; adultos de edad avanzada que abandonan las áreas urbanas ya constituyen más de la mitad de la fuerza laboral, esto especialmente visible en multinacionales como McDonald's y Wal-Mart; que emplean con mayor frecuencia a los jóvenes.[cita requerida]

## Población urbana
Según el banco mundial el 83% de los estadounidenses viven en grandes áreas urbanas y el resto en la rural. Sin embargo estas crecen lentamente e incluso las más antiguas urbes (como Chicago y Nueva York).

## Composición

Pirámide de población de los EE.UU en 2021.

La población de Estados Unidos está envejeciendo; en 2010 había 24 millones de personas mayores de 50 años, las implicaciones son significativas ya que siendo el 32 % de la población total, tienen el 51 % de la riqueza del país. Este grupo de edad gasta más en seguros de salud, medicamentos, remodelación del hogar y turismo internacional.
Se estimaba en 2012 que 90 millones de personas con más de 28 años son solteros que decidieron vivir solos. A partir de 2000 el número de hogares de una sola persona es mayor que las parejas casadas con hijos.

## Educación e ingresos
El 85 % de los estadounidenses de más de 25 años ha terminado la educación secundaria y el 68 % se inscribe en universidades.

## Estructura por edad
Una pirámide de la población muestra la edad de la población por sexo desde 1950 hasta 2010, según una estimación para 2009:
- Hombres: 151 205 402
- Mujeres: 156 006 721
- 0-14 años: 20,2 % (hombres 31 639 127 / mujeres 30 305 704)
- 15-64 años: 67 % (hombres 102 665 043 / mujeres 103 129 321)
- 65 años y más: 12,8 % (hombres 16 901 232 / mujeres 22 571 696)

## Evolución de la población histórica
Este artículo se basa en datos de historiadores tanto de la época a la que se refieren los datos como de actuales. También se basa en datos obtenidos de censos de esas épocas.
- Estimaciones de 1492, 900 000 (Kroeber) a 18 000 000 (Dobyns) habitantes (junto a Canadá).[13]
- Estimación de 1600, 10 000 hab. (colonos), más cerca de 1 000 000 indígenas no sometidos (1600).[14]
- Estimación de 1650, 50 368 hab.[15]
- Estimación de 1700, 250 888 hab.[15] Más 750 000[16] a 1 600 000[17] indígenas.
- Estimación de 1750, 1 170 760 hab.[15]
- Estimación de 1780, 2 780 369 hab.[15] Se estimaba en incluso hasta 1 000 000 indígenas (200 000 de ellos al este del río Misisipi, solo 50 000 al oriente de los Apalaches).[18]
- Censo de 1790, 3 929 326 hab.
- Censo de 1800, 5 308 483 hab. Más 600 000 indígenas.[19]
- Censo de 1810, 7 239 881 hab.
- Censo de 1820, 9 638 453 hab. Más 325 000 indígenas.[16]
- Censo de 1830, 12 866 020 hab.
- Censo de 1840, 17 069 453 hab.
- Censo de 1850, 23 191 876 hab. Más 400 000 indígenas.[20]
- Censo de 1860, 31 443 321 hab.
- Censo de 1870, 39 818 449 hab.
- Censo de 1880, 50 189 209 hab.
- Censo de 1890, 62 947 714 hab. Incluyendo 248 000 indígenas.[21]
- Censo de 1900, 76 212 168 hab.
- Censo de 1910, 92 228 496 hab.
- Censo de 1920, 106 021 537 hab.
- Censo de 1930, 124 175 446 hab.
- Censo de 1940, 133 164 569 hab.
- Censo de 1950, 155 797 361 hab.
- Censo de 1960, 186 323 175 hab.
- Censo de 1970, 206 302 031 hab.
- Censo de 1980, 228 345 805 hab.
- Censo de 1990, 250 609 873 hab.
- Censo de 2000, 282 421 906 hab.
- Censo de 2010, 308 945 538 hab.
- Censo de 2020, 331 449 281 hab.[22]
- Estimación en 2050, 390 538 000 hab.